# Джордж Торогуд
Джордж Торогуд (на английски: George Thorogood) е американски блус рок китарист и певец.
Той е роден на 24 февруари 1950 година в Уилмингтън, Делауеър. Първоначално се занимава полупрофесионално с бейзбол, но от края на 70-те се ориентира към музикална кариера със своята група Делауеър Дестройърс. През следващите години те провеждат интензивни концертни турнета, а в началото на 80-те години получават по-широка известност със своя хит „Bad to the Bone“.